# Alness
Alness (en gaélico escocés: Alanais) es una localidad ubicada en el consejo unitario de Highland en Escocia, Reino Unido. Se encuentra cerca del estuario de Cromarty, con el pueblo de Invergordon hacia el este y la aldea de Evanton hacia el suroeste. Forma parte del condado histórico de Ross and Cromarty,

## Educación
En Alness hay una escuela secundaria, Academia de Alness, que es una de las principales escuelas de Ross and Cromarty, con alrededor de 600 alumnos. Además, hay tres escuelas primarias: Obsdale, Bridgend y Coulhill, situadas en el este, centro y oeste de Alness, respectivamente.